# Profondità ottica

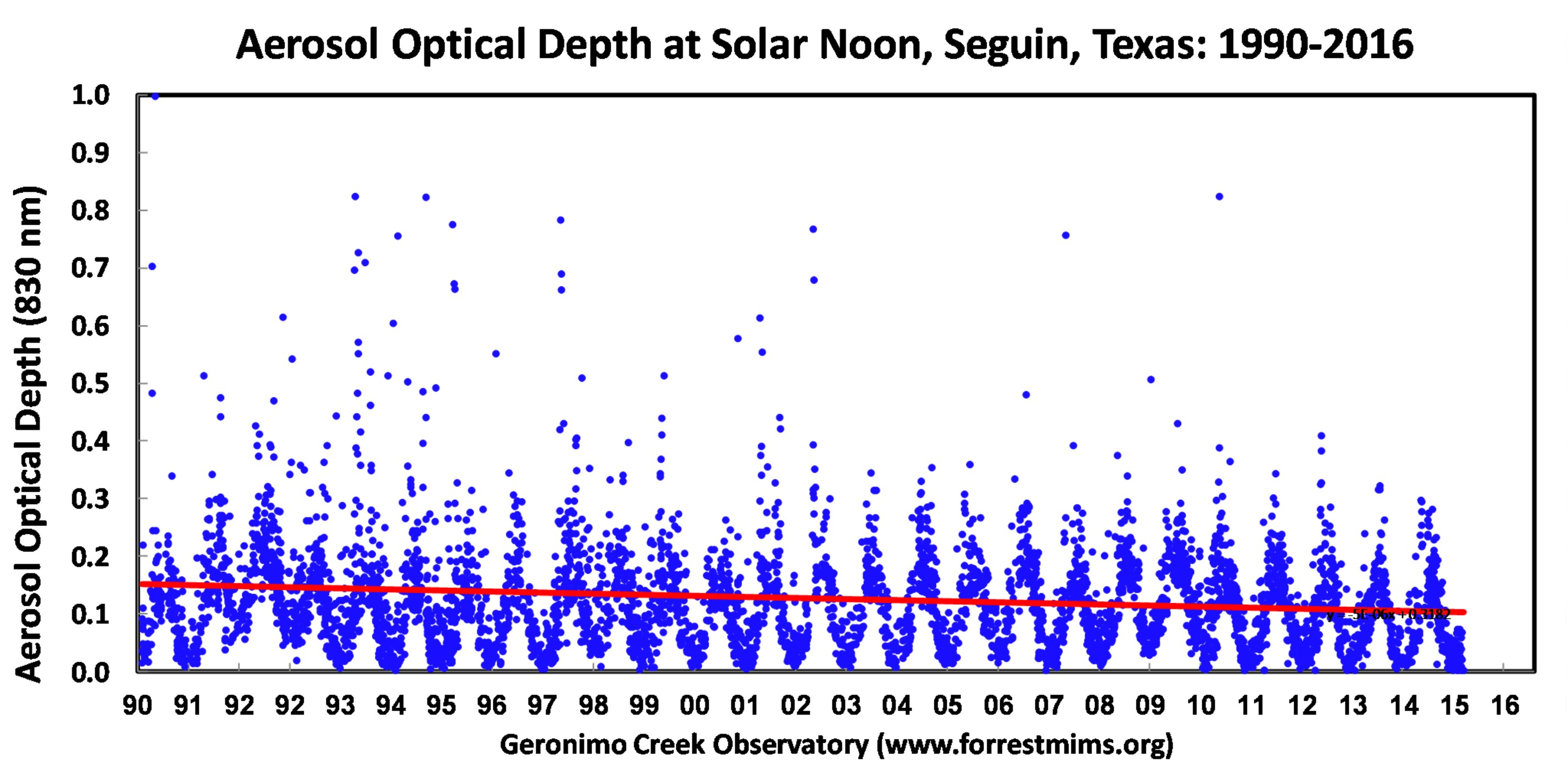
Profondità ottica degli aerosol, in inglese: Aerosol Optical Depth (AOD), a 830 nm misurata con un fotometro solare dal 1990 al 2016 al Geronimo Creek Observatory, in Texas. Le misurazioni sono state effettuate a mezzogiorno in giornate prive di nubi. I picchi nel grafico indicano la presenza di fumo, polvere o smog. In estate viene rilevata la presenza di polvere del Sahara.

In fisica, la profondità ottica o spessore ottico, è espressa dal logaritmo naturale del rapporto tra il flusso radiante incidente e quello trasmesso attraverso un materiale. Questo implica che più è grande la profondità ottica, tanto più piccola è la quantità di radiazione trasmessa attraverso il materiale.
La profondità ottica è una quantità adimensionale e non è una lunghezza, nonostante sia una funzione monotona crescente con la lunghezza del cammino ottico e che si approssima a zero quando la lunghezza del percorso si approssima a zero. La dizione densità ottica non è è raccomandata dalla IUPAC.
In chimica, al posto della profondità ottica si utilizza una quantità strettamente correlata chiamata assorbanza, che è data dal normale logaritmo del rapporto tra il flusso radiante incidente e quello trasmesso attraverso un materiale; è cioè la profondità ottica divisa per il ln 10.

## Definizioni matematiche

### Profondità ottica
La profondità ottica di un materiale, denotata {\textstyle \tau }, è data da:
\tau =\ln \!\left({\frac {\Phi _{\mathrm {e} }^{\mathrm {i} }}{\Phi _{\mathrm {e} }^{\mathrm {t} }}}\right)=-\ln T
dove 
- {\textstyle \Phi _{\mathrm {e} }^{\mathrm {i} }} è il flusso radiante ricevuto da quel materiale;
- {\textstyle \Phi _{\mathrm {e} }^{\mathrm {t} }} è il flusso radiante trasmesso da quel materiale;
- {\textstyle T} è la trasmittanza di quel materiale.

L'assorbanza {\textstyle A} è collegata alla profondità ottica da:
\tau =A\ln {10}

### Profondità ottica spettrale
Per un dato materiale, la profondità ottica spettrale in frequenza e la profondità ottica spettrale in lunghezza d'onda, denotate rispettivamente da {\displaystyle \tau _{\nu }} e {\displaystyle \tau _{\lambda }}, sono date da:
\tau _{\nu }=\ln \!\left({\frac {\Phi _{\mathrm {e} ,\nu }^{\mathrm {i} }}{\Phi _{\mathrm {e} ,\nu }^{\mathrm {t} }}}\right)=-\ln T_{\nu }
\tau _{\lambda }=\ln \!\left({\frac {\Phi _{\mathrm {e} ,\lambda }^{\mathrm {i} }}{\Phi _{\mathrm {e} ,\lambda }^{\mathrm {t} }}}\right)=-\ln T_{\lambda },
dove
- {\displaystyle \Phi _{\mathrm {e} ,\nu }^{\mathrm {t} }} è il flusso radiante spettrale in frequenza trasmesso dal materiale;
- {\displaystyle \Phi _{\mathrm {e} ,\nu }^{\mathrm {i} }} è il flusso radiante spettrale in frequenza ricevuto dal materiale;
- {\displaystyle T_{\nu }} è la trasmittanza spettrale in frequenza del materiale;
- {\displaystyle \Phi _{\mathrm {e} ,\lambda }^{\mathrm {t} }} è il flusso radiante spettrale in lunghezza d'onda trasmesso dal materiale;
- {\displaystyle \Phi _{\mathrm {e} ,\lambda }^{\mathrm {i} }} è il flusso radiante spettrale in lunghezza d'onda ricevuto dal materiale;
- {\displaystyle T_{\lambda }} è la trasmittanza spettrale in lunghezza d'onda del materiale.

L'assorbanza spettrale è correlata alla profondità ottica spettrale da:
\tau _{\nu }=A_{\nu }\ln 10,
\tau _{\lambda }=A_{\lambda }\ln 10,
dove
- {\displaystyle A_{\nu }} è l'assorbanza spettrale in frequenza;
- {\displaystyle A_{\lambda }} è l'assorbanza spettrale in lunghezza d'onda.

## Relazione con l'attenuazione

### Attenuazione
La profondità ottica misura l'attenuazione del flusso radiante trasmesso in un materiale. L'attenuazione può essere causata da assorbimento, riflessione, diffusione e altri processi. La profondità ottica del materiale è approssimativamente uguale all'attenuazione quando l'assorbanza è molto minore di 1 e contemporaneamente l'emittanza è molto minore della profondità ottica:
\Phi _{\mathrm {e} }^{\mathrm {t} }+\Phi _{\mathrm {e} }^{\mathrm {att} }=\Phi _{\mathrm {e} }^{\mathrm {i} }+\Phi _{\mathrm {e} }^{\mathrm {e} },
T+ATT=1+E,
dove:
- Φet è il flusso radiante trasmesso dal materiale;
- Φeatt è il flusso radiante attenuato dal materiale;
- Φei è il flusso radiante ricevuto dal materiale;
- Φee è il flusso radiante emesso dal materiale;
- T = Φet/Φei è la trasmittanza del materiale;
- ATT = Φeatt/Φei è l'attenuazione del materiale;
- E = Φee/Φei è l'emittanza del materiale,

e secondo la legge di Lambert-Beer,
T=e^{-\tau },
cosicché:
ATT=1-e^{-\tau }+E\approx \tau +E\approx \tau ,\quad {\text{se}}\ \tau \ll 1\ {\text{and}}\ E\ll \tau .

### Coefficiente di assorbimento
La profondità ottica di un materiale è correlata anche al suo coefficiente di assorbimento da:
\tau =\int _{0}^{l}\alpha (z)\,\mathrm {d} z,
dove 
- l è lo spessore di materiale attraverso cui passa la luce;
- α(z) è il coefficiente di assorbimento o coefficiente di assorbimento napieriano del materiale in z;

se α(z) è uniforme lungo il cammino, si dice che l'assorbimento è lineare e la relazione diviene:
\tau =\alpha l
A volte la relazione viene espressa usando l'assorbimento di sezione d'urto del materiale, che è il coefficiente di assorbimento diviso per la densità di numero:
\tau =\int _{0}^{l}\sigma n(z)\,\mathrm {d} z,
dove
- σ è l'assorbimento di sezione d'urto del materiale;
- n(z) è la densità di numero del materiale in z,

se {\displaystyle n} è uniforme lungo il cammino, cioè {\displaystyle n(z)\equiv N}, la relazione diventa:
\tau =\sigma Nl

## Descrizione
Proviamo a pensare alla nebbia: un oggetto immediatamente avanti a noi è ben visibile, quindi in questo caso la nebbia ha come valore di profondità ottica uguale a zero; ma a mano a mano che allontaniamo l'oggetto la profondità ottica aumenta, fino a raggiungere un enorme valore per cui l'oggetto non sarà più visibile.
La profondità ottica è perciò la quantità di luce che viene dispersa, o perché diffusa (sparsa) o perché assorbita, durante un dato percorso in un mezzo. Se {\displaystyle I_{0}} è l'intensità di radiazione alla fonte ed {\displaystyle I} l'intensità osservata dopo un percorso, il {\displaystyle {\tau }} ottico è definito dalla seguente equazione:
{\displaystyle I/I_{0}=e^{-\tau }}
{\displaystyle {\tau }} varia entro 0 e {\displaystyle {+\infty }}; è maggiore o uguale a 1 per i materiali totalmente opachi, più essi diventano trasparenti più il suo valore tende verso lo zero.
{\displaystyle {\tau }\,=-\ln(I/I_{0})}
Nelle scienze atmosferiche la profondità ottica corrisponde al percorso verticale dalla superficie della terra (o dall'altezza dell'osservatore) allo spazio esterno.
Poiché {\displaystyle {\tau }} si riferisce ad un percorso verticale, la profondità ottica per un percorso inclinato sarà: {\displaystyle {\tau '}=m{\tau }}, in cui m (chiamato: fattore di massa aerea), per un'atmosfera aerea-parallela è dato: m = 1/cosθ, dove θ è l'angolo allo zenit del percorso; perciò si avrà:
{\displaystyle I/I_{0}=e^{-m\tau }}
La profondità ottica dell'atmosfera può essere misurata con un fotometro solare, confrontando il valore misurato con quello atteso conoscendo la luminosità solare.
Un altro esempio è in astronomia: le stelle, incluso il Sole, non hanno una superficie vera e propria, ma solo strati di gas che si inspessiscono mano a mano che si va in profondità. La superficie è stata arbitrariamente definita come lo strato in corrispondenza del quale la profondità ottica diventa di 2/3.
Da notare che la profondità ottica di un mezzo risulterà differente a seconda della lunghezza d'onda (in altri termini, del colore della luce).
Per gli anelli planetari questa profondità è la parte di luce trattenuta dall'anello quando si trova tra la fonte e l'osservatore. Ciò è ottenuta di solito durante l'osservazione di occultazioni stellari.